# 10 неща, които мразя у теб
10 неща, които мразя у теб (на английски: 10 Things I Hate About You) е американска романтична комедия от 1999 г. с участието на Джулия Стайлс, Хийт Леджър, Джоузеф Гордън-Левит, Андрю Кийгън, Дейвид Крумхолц и Лариса Олейник. Филмът е режисиран от Гил Юнгер и е частично базиран на шекспировата комедия „Укротяването на опърничавата“, пренесен в съвременната американска гимназия. Това се счита за филма, който лансира кариерата на Хийт Леджър. В него той е само на 20 години.

## Сюжет
Внимание:  Текстът по-долу разкрива сюжета на произведението (или части от него)!
Действието е съсредоточено върху новия ученик Камерън Джеймс (Джоузеф Гордън-Левит). Камерън се влюбва в Бианка Стратфорд, симпатично момиче от 10-и клас (Лариса Олейник), но е информиран от новия си приятел Майкъл Екман (Дейвид Крумхолц), че на Бианка не ̀и е разрешено да излиза навън с приятели, докато по-голямата ̀и сестра, Кат (Джулия Стайлс), не си намери приятел и не започне да излиза на срещи. Камерън и Майкъл измислят план – да намерят гадже на Кат. В него включват още едно момче, което също харесва Бианка, Джоуи (Андрю Кийгън), който да плати на някой ученик (за предпочитане с лоша репутация, защото самата Кат има лоша репутация и никой не иска да излезе с нея) да я ухажва.
Патрик Верона (Хийт Леджър) изглежда перфектен за целта, неговата репутация е опетнена и почти всички се страхуват от него. Кат е мъжкарана, на която никой не може да се опълчи. Но освен особнячка, тя е и много умна и хитра. След сключването на сделката, Патрик упорито я ухажва, тя обаче дълго устоява на неговите предложения. Накрая се съгласява да отиде с него на събиране след като го вижда на концерт на любимия си състав. Така Бианка също може да отиде. На събирамето Камерън разбира, че Бианка всъщност е искала Джоуи през цялото време, докато Кат се напива и се оставя на грижите на Патрик, който много внимателно се грижи за нея. Бианка прекарва известно време с Джоуи и разбира, че той всъщност е повърхностен и самовлюбен и разбира, че единствената му цел е да спи с нея. Камерън я закарва в къщи и разкрива чувствата си към нея. Тя го целува и слиза от колата, оставяйки го щастлив и объркан. Патрик занася Кат в колата си, докато тя е още пияна. Тя иска да го целуне, но той се дръпва, при което тя се вбесява.
Патрик осъзнава, че се е влюбил в Кат и се опитва да си я върне. Джоуи му плаща $300 за да заведе Кат на абитуриентския бал. В началото Патрик не е съгласен да вземе парите, но после ги приема. Кат отказва да отиде на бала, мислейки че Патрик има скрит мотив, но накрая се съгласява. В разговор между двете сестри Кат разкрива на Бианка, че след като майка им ги е напуснала, тя е спала с Джоуи в момент на мъка и че сега се опитва да предпази по-малката си сестра, която е напът да направи същата грешка. Кат и Патрик отиват на бала, а Бианка отива с Камерън.
На бала Джоуи намира Патрик и му извиква ядосано, че той е спазил своята част от сделката и му е платил да е с Кат, а сега Бианка е с Камерън. Кат чува това и без да изслуша обяснението на Патрик, си тръгва. Джоуи удря Камерън, но след това Бианка му разбива носа пред целия випуск. Джоуи е разглезен и се притеснява само да не си счупи носа, защото е модел и на следващия ден снима реклами. Въпреки това Бианка го удря 3 пъти – веднъж за това, че е ударил Камерън, веднъж заради сестра си и веднъж за това че е бил неискрен с нея. На следващия ден, Кат чете домашното си по английски пред целия клас, което е интерпретация на 141-вия сонет на Уилям Шекспир. Тя се разплаква, докато го чете, защото в него описва своите чувства към Патрик. Той разбира че чувствата им са взаимни и за да ѝ се извини за недоразумението, ѝ купува китарата, която тя от много време иска да има с парите, които Джоуи му плаща, за да я изведе.

## Актьори
- Джулия Стайлс – Катерина Страдфорд „Кат“
- Хийт Леджър – Патрик Верона
- Лариса Олейник – Бианка Страдфорд
- Джоузеф Гордън-Левит – Камерън Джеймс
- Лари Милър – Д-р Страдфорд
- Дейвид Крумхолц – Майкъл Екман
- Андрю Кийгън – Джоуи Донър
- Алисън Джени – Г-ца Пърки
- Сюзан Мей Прат – Мандела
- Габриела Юнион – Частиди

## Музика към филма
1. Letters to Cleo – „I Want You to Want Me“
2. Semisonic – „FNT“
3. Sister Hazel – „Your Winter“
4. Jessica Riddle – „Even Angels Fall“
5. Save Ferris – „I Know“
6. Leroy (musician)|Leroy – „New World“
7. Ta-Gana – „Saturday Night (Bay City Rollers song)|Saturday Night“
8. Joan Armatrading – „The Weakness in Me“
9. George Clinton (funk musician)|George Clinton – „Atomic Dog“
10. Brick (band)|Brick – „Dazz“
11. The Cardigans – „War“
12. Madness (band)|Madness – „Wings of a Dove“
13. Letters to Cleo – „Cruel to Be Kind“
14. Richard Gibbs – „One More Time“
15. Joan Jett – „Bad Reputation“

## Друга музика
- Air – „Sexy Boy“
- Spiderbait – „Calypso“
- Barenaked Ladies – „One Week“

## Дублаж
През януари 2008 г. Нова телевизия излъчва филма с нов български дублаж, специално създаден за телевизията. Дублажът е от Арс Диджитал Студио, чийто име не се споменава. Екипът се състои от:
| Преводач            | Яна Янева                                                               |
| Режисьор на дублажа | Венета Маринова                                                         |
| Тонрежисьор         | Михаил Михайлов                                                         |
| Озвучаващи артисти  | Поликсена Костова Нина Гавазова Тодор Николов Камен Асенов Борис Чернев |

След това се излъчва повторно на 20 декември 2021 г. по Fox Life с нов дублаж, обработен в студио Про Филмс.
| Режисьор на дублажа | Анна Тодорова                                                                          |
| Тонрежисьор         | Детелина Ралчевска                                                                     |
| Озвучаващи артисти  | Христина Ибришимова Гергана Стоянова Георги Георгиев – Гого Камен Асенов Симеон Владов |
| Преводач            | Яна Янева                                                                              |